# Port des Grandes Roches
 (janvier 2013).
Si vous disposez d'ouvrages ou d'articles de référence ou si vous connaissez des sites web de qualité traitant du thème abordé ici, merci de compléter l'article en donnant les références utiles à sa vérifiabilité et en les liant à la section « Notes et références ».
Le port des Grandes Roches est un petit port ostréicole appartenant à la commune d'Étaules, dans le département de la Charente-Maritime. Aménagé en bordure du chenal du même nom et du chenal des Brégauds, sur la rive gauche de la Seudre (dont il n'est distant que de quelques centaines de mètres), il reprend les caractéristiques de nombre de ports de ce type dans le bassin de Marennes-Oléron. Il se situe entre le port d'Orivol et le port de Chatressac (commune de Chaillevette).